# Miskolci Egyetem Kémiai Intézete
A Kémiai Intézet (KI), A Miskolci Egyetem Anyag- és Vegyészmérnök Karának intézete, amely négy tanszékből áll: 
- Kémiai Intézeti Tanszék,
- Femtokémiai Intézet (Femtonics Kft.[2]) Tanszék,
- Vegyipari Technológiai (Borsodchem) Intézeti Tanszék,
- Finomkémiai és Környezettechnológia  (KISS Cégcsoport[3]) Intézeti Tanszék

A Kémiai Intézet oktatási és kutatási valamint tudománynépszerűségi feladatokat lát el, BSc és MSc képzésben anyagmérnök és vegyészmérnök hallgatók képzése folyik levelezős, nappali és ipari partnerek bevonásával (pl. BorsodChem) duális képzésben.

## A Kémiai Intézet története
A Miskolci Egyetem Kémiai Tanszéke 2004. július 1-én két tanszék – az Analitikai Kémiai Tanszék és a Fizikai Kémiai tanszék - összevonásával  jött létre, majd később Kémiai Intézetté alakult. Azonban az intézmény  több évszázados múltra tekinthetnek vissza. A kémiai ismeretek oktatása hazánkban, az 1735-ben Selmecbányán a bécsi udvari kamara által alapított Bányászati-Kohászati Iskola (Bergschule) szervezeti keretei között indult meg, ahol Magyarország nemesfém- és réztermelésének fellendítéséhez megfelelő szakemberek képzése kezdődött meg. A selmecbányai Bányászati és Kohászati Iskola 1763 és 1770 között három tanszék létesítésével fokozatosan felsőfokú intézménnyé (Bergakademie) fejlődött. Az első tanszéket Mária Terézia alapította 1763-ban hozott rendeletével – Ásványtan-Kémlészet-Kohászati Tanszék néven. Élére a holland származású kémikust, Nikolaus Joseph von Jacquin-t nevezte ki, aki később a bécsi egyetem rektora lett. Utódja a kémikus és minerológus Giovanni Antonio Scopoli, akit Selmecről a páviai egyetem katedrájára hívtak meg. Az selmeci oktatási módszertan világhírnevét N. J. Jacquin, G. A. Scopoli és Rupprecht Antal által kialakított kiscsoportos, a hallgatók öntevékenységén alapuló kohászati-kémiai laboratóriumi oktatás alapoztam meg, amelyet a kor európai természettudományos oktatási intézménye is átvett (pl. Párizsi Műszaki Egyetem). A Tanszék(ek) 1840 és 1866 között Kémiai és Kohászati Tanszék néven, 1866 és 1872 között Vegytani és Természettani Tanszék, 1872 és 1904 között Általános és Elemző Vegytani Tanszék, 1904 és 1923 között Bányavegytani Tanszék néven működött.  Az I. világháborút követően a jogelőd egyetem áttelepülésre kényszerült, 1919-ben Selmecbányáról Sopronba költözött át. Az alma mater elnevezése 1922-től Bányamérnöki és Erdőmérnöki Főiskola lett, 1923-ban a Bányavegytan I. Tanszék, 1925-ben az Elemző és Fizikai Vegytani Tanszék, 1927-ben az Általános Kémiai Tanszék illetve az Elemző Kémiai Tanszék Romwalter Alfréd professzor vezetésével. 1934-ben a Főiskola az újonnan megszervezett budapesti József Nádor Műszaki és Gazdaságtudományi Egyetem Bánya-, Kohó-, és Erdőmérnöki Karaként működött 1949-ig, amikor a Miskolcon alapított Nehézipari Műszaki Egyetem Bányamérnöki és Kohómérnöki Karává vált. Miskolcon az intézetben az első oktatási nap 1949. szeptember 18-án volt, a kémiai tanszékek Miskolcra költözése pedig 1952-re fejeződött be, azzal hogy átköltözött át Sopronból az Elemző Vegytani Tanszék Mika József vezetésével. 1956-ban az Általános Kémiai Tanszék, 1959-ben a már itt lévő 2 tanszékből és az időközben Sopronból áttelepült, és Kémiai III. nevet kapott tanszékből alakult meg a Kémiai Tanszék Bognár János vezetésével. 1963-ban két kémiai tanszék alakult meg: az Általános és Fizikai Kémiai Tanszék Berecz Endre vezetésével, és a Szervetlen és Elemző Kémiai Tanszék Bognár János vezetésével.
Az Intézetet és jogelődjeit időrendben a következő professzorok vezették:
|                      | Időszak                | Vezető                      | Időszak              | Vezető               |
| Selmecbányai időszak | Selmecbányai időszak   | Selmecbányai időszak        | Selmecbányai időszak | Selmecbányai időszak |
| -------------------- | ---------------------- | --------------------------- | -------------------- | -------------------- |
| 1.                   | 1763–1769              | Nikolaus Joseph von Jacquin |                      |                      |
| 2.                   | 1769–1779              | Giovanni Antonio Scopoli    |                      |                      |
| 3.                   | 1779–1791              | Rupprecht Antal             |                      |                      |
| 4.                   | 1791–1811              | Patzier Mihály              |                      |                      |
| 5.                   | 1811–1820              | Horing Mihály               |                      |                      |
| 6.                   | 1820–1835              | Wehrle Alajos               |                      |                      |
| 7.                   | 1835–1837              | Ertl József                 |                      |                      |
| 8.                   | 1837–1851              | Bachmann József             |                      |                      |
| 9.                   | 1851–1857              | Hauch Antal                 |                      |                      |
| 10.                  | 1857–1866              | Curter Ignác                |                      |                      |
| 11.                  | 1866–1870              | Richter Róbert              |                      |                      |
| 12.                  | 1870–1896              | Schenek István              |                      |                      |
| 13.                  | 1896–1916              | Schelle Róbert              |                      |                      |
| 14.                  | 1916–1918              | Tomasovszky Lajos           |                      |                      |
| Soproni időszak      |                        |                             |                      |                      |
| 14.                  | 1919–1928              | Tomasovszky Lajos           |                      |                      |
| 15.                  | 1928–1948              | Proszt János                |                      |                      |
| Miskolci időszak     |                        |                             |                      |                      |
|                      | Fizikai Kémiai Intézet | Fizikai Kémiai Intézet      | Analitikai Intézet   | Analitikai Intézet   |
| 16.                  | 1949–1952              | Szarvas Pál                 |                      |                      |
| 17.                  | 1952–1954              | Pattantyús Á. Imre          | 1950–1972            | Bognár János         |
| 18.                  | 1954–1959              | Horváth Aurél               | 1972–1973            | Berecz Endre         |
| 19.                  | 1959–1963              | Bognár János                | 1973–1986            | Vorsatz Brúnó        |
| 20.                  | 1963–1990              | Berecz Endre                | 1986–1998            | Szita Lajos          |
| 21.                  | 1990–1996              | Raisz Iván                  | 1998–2002            | Bárány Sándor        |
| 22.                  | 1996–2004              | Kaptay György               | 2002–2004            | Kovács Károlyné      |
|                      | Kémiai Intézet         |                             |                      |                      |
| 23.                  | 2004–2008              | Kovács Károlyné             |                      |                      |
| 24.                  | 2008–2011              | Lengyel Attila              |                      |                      |
| 25.                  | 2011–2015              | Lakatos János               |                      |                      |
| 26.                  | 2015–                  | Viskolcz Béla               |                      |                      |

## Tudományos tevékenység
A Kémiai Intézet fő profilja az Észak-Magyarországi Régió jelentős vegyiparának szakemberekkel való ellátása és az ehhez szükséges kutatási-fejlesztési potenciál biztosítása, ebbe beletartozik a poliuretánok karakterizálása fizikai, kémiai és biológiai módszerekkel, valamint poliuretán receptúrák fejlesztése. A tudományos munka az alábbi csoportokba szerveződik:
- Analitikai kutatócsoport
- Fluoreszcenciás Kutatócsoport
- Nanoszerkezetű Anyagok Kutatócsoport
- Molekuláris Diagnosztikai Kutatócsoport
- Számításos Kémia Kutatócsoport
- Számítógépes Molekulatervezés Kutatócsoport
- Szén-dioxid Kutatócsoport
- Szintetikus Kémiai kutatócsoport

Az intézet tudományos teljesítménye évi több mint 50 tudományos közlemény 400 feletti éves független hivatkozással.

## Tudományos népszerűsítés
- Az intézet dolgozói az alapfeladatain túl rendszeresen részt vesznek a Kutatók Éjszakája programsorozatban.
- Fiser Béla az Intézet tudományos munkatársa 2018.05.14.-én az MTA székházában megrendezett FamLab tudománykommunikációs verseny döntőjének közönségdijas előadója volt.[7]